# Niederländische Kronjuwelen
Die niederländischen Kronjuwelen sind die Regalien der niederländischen Monarchie.
Im Vergleich zu anderen europäischen Monarchien sind die niederländischen Kronjuwelen relativ neu und wurden im Auftrag von König Wilhelm II. 1840 angefertigt. Eine frühere Sammlung aus Silber bestehend wurde 1815 von König Wilhelm I. in Auftrag gegeben.

## Beschreibung
Die Insignien der niederländischen Monarchie bestehen aus folgenden Gegenständen:
- die niederländische Krone
- das Zepter
- der Reichsapfel

Sowohl das Zepter als auch der Reichsapfel wurden vom Juwelier Meijer aus Den Haag gefertigt.
- das Schwert
- das Gonfanon der Niederlande (Rijksvaandel or Rijksbanier), ein Banner aus weißer Moiré Seide, auf dem ein vergoldeter Speer mit Wappen der Niederlande aus dem Jahre 1815 abgebildet ist (das Wappen hat sich im Laufe der Jahre verändert, aber das Gonfanon blieb unverändert). Hergestellt wurde das Gonfanon von Bartholomeüs Johannes von Hove

Während der Krönungszeremonien aller niederländischer Könige und Königinnen wurden die königlichen Insignien auf einem Tisch in der Nieuwe Kerk in Amsterdam gelegt. Nur das Gonfanon der Niederlande und das Schwert wurden während der Prozession von der Nieuwe Kerk zum Paleis op de Dam in Amsterdam getragen.

## Weitere Schmuckstücke des Königshauses
Neben diesen Regalien der Niederlande besitzt das Königshaus der Niederlande, das Haus Oranien und Nassau, weitere Juwelen und Schmuckstücke, die aber nicht zu den Insignien gehören.

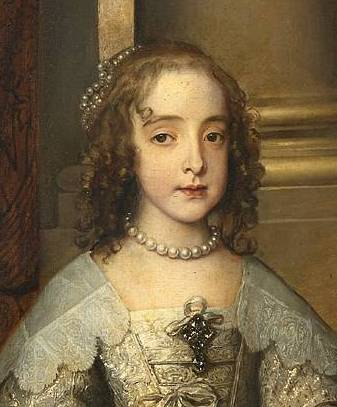
Königin Maria Henrietta Stuart mit einer Perlenkette
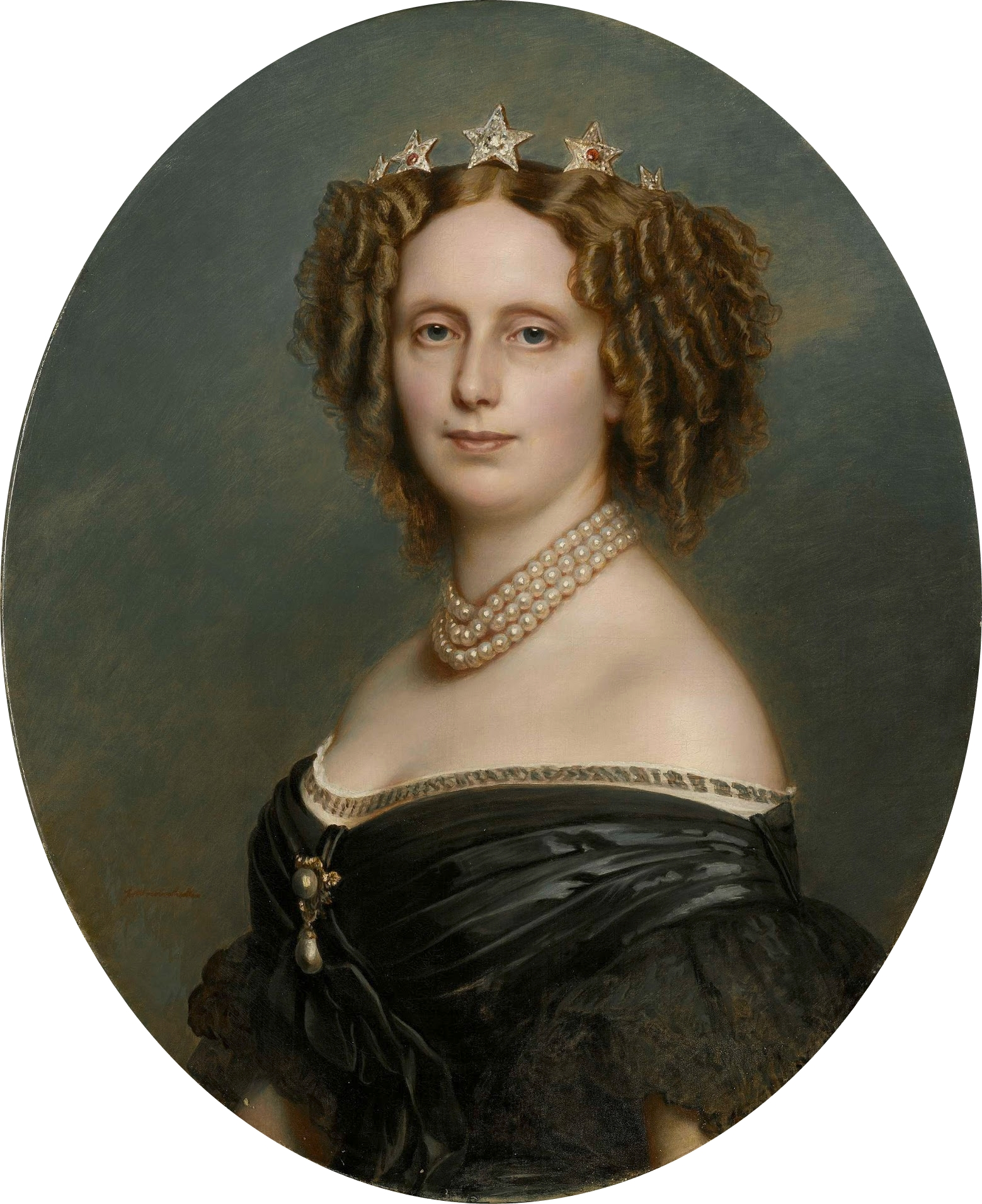
Königin Sophie von Württemberg mit ihren 113 Perlen. Diese Perlen wurden von ihrem ältesten Sohn verkauft und versteigert bei einer Auktion im Jahre 1904
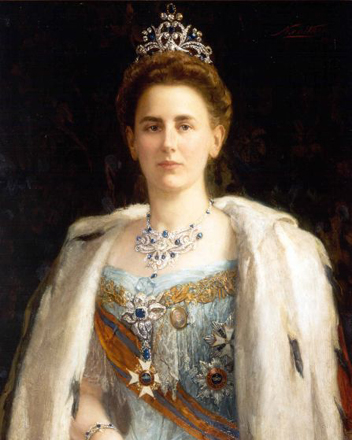
Königin Wilhelmina mit einer Auswahl von Diamanten und Saphiren, ein Hochzeitsgeschenk
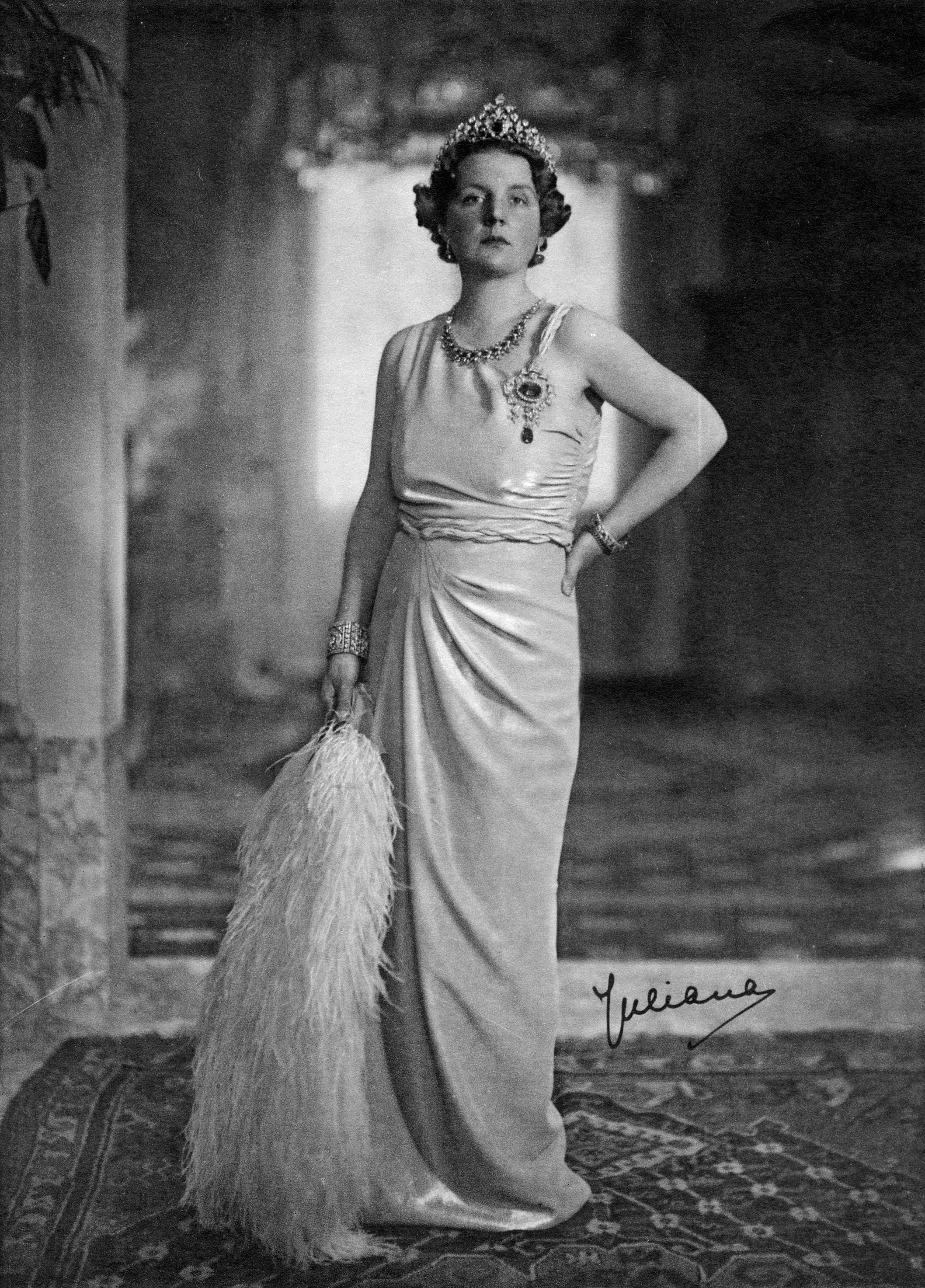
Königin Juliana mit der Armbandkette Garuda an ihrem rechten Arm